# 郎理
郎理（14世紀—1389年），字子中，浙江湖州府安吉縣鳳亭鄉人，明朝政治人物。

## 生平
郎理是洪武二十年（1387年）的應天鄉試舉人，二十二年（1389年）授戶部主事，洪武帝命他到山西徵收歉收欠稅，未成行適逢打雷震動謹身殿，於是洪武帝決定大赦免除欠稅，唯不久改為只免除三分稅收，他於是面見洪武帝，從容地說：「陛下效法堯舜治國，德教行於百姓，恩澤遍及四海，現在出爾反爾，是置天下如何？而且山西饑荒，人民皆餓死，取得的並非其有，似乎和古代兩稅三限之法違背，為臣不敢奉命。」洪武帝大怒拿起木杖杖打郎理，令木杖折斷鑽進左股，他也不為所動，並再次陳辭拒絕督徵，對方怒叱下令把他棄市，臨行刑時他和兄弟相持而哭，並說：「吾兄不必淚潸潸，志士忠臣死當閒，今夜不須尋宿處，夢隨流水到家山。」從容就義。不久洪武帝後悔，說：「朕之忠臣何殺之！疾也！」誅殺監刑者，並賜祭馳驛歸葬，追諡忠烈。

## 引用
1. 1 2  同治《安吉縣志·卷十二·人物》：郎理，勞府志【云】字子中，安吉人，洪武己巳由舉人授戶部主事，山西大歉逋賦，上特命理往徵之，未行會雷震謹身殿，大赦悉免天下逋負，尋詔止免三分，復命理往陛見，從容言曰：「陛下法堯舜為治，德教加於百姓，恩澤遍於四海，今已布大信而復更之，如天下何？且山西大饑，民皆殍死，取非其有，似與古兩稅三限之法戾矣，臣不敢奉命。」上怒以所持杖撾之，致折金鑽于左股，理弗為動，仍命督徵，理陳辭益堅，上怒叱令棄市，已而悔之賜祭焉。栗府志【云】性修謹尚志節，太祖既誅理，悔之曰：「朕之忠臣何殺之！疾也！」為誅監刑者。伍志【云】鳳亭鄉人，洪武丁卯由胄監中應天鄉試，己巳授戶部主事，明年命往山西徵逋賦，陳辭甚切，上以所持杖撾之折金鑽于左股，理弗為動，即械致原籍繫獄，鑽潰出，縣為封奏乃赦之，仍命往督，理陳辭益堅，上怒令棄市，已而悔之賜葬祭特隆。 原注案郎氏譜載，理臨刑時兄弟咸相持而泣，理口占一絕云：「吾兄不必淚潸潸，志士忠臣死當閒，今夜不須尋宿處，夢隨流水到家山。」殊有從容就義之槩，上賜祭馳驛歸葬，敕諡忠烈。
2. ↑  同治《湖州府志·卷七十二·人物傳》：郎理，字子中，安吉人，洪武二十年舉人，授戶部主事，山西大歉逋賦，上命理往徵之未行，會雷震謹身殿大赦天下，悉免天下逋負，尋詔止免三分，復命理往陛見，從容言曰：「陛下法堯舜為治，德教加於百姓，恩澤徧於四海，今已布大信而復更之，如天下何？且山西大饑，民皆殍死，取非其有，似與古兩稅三限之法戾矣。願陛下熟思之，臣不敢奉命。」上怒以所持杖撾之，致折金鑽左股，理弗為動，仍命督徵，理陳辭益堅，上怒叱令棄市，已而悔之 張志 ，曰：「朕之忠臣何殺之！疾也！」為誅監刑者。 栗志